# Piezodorus guildinii

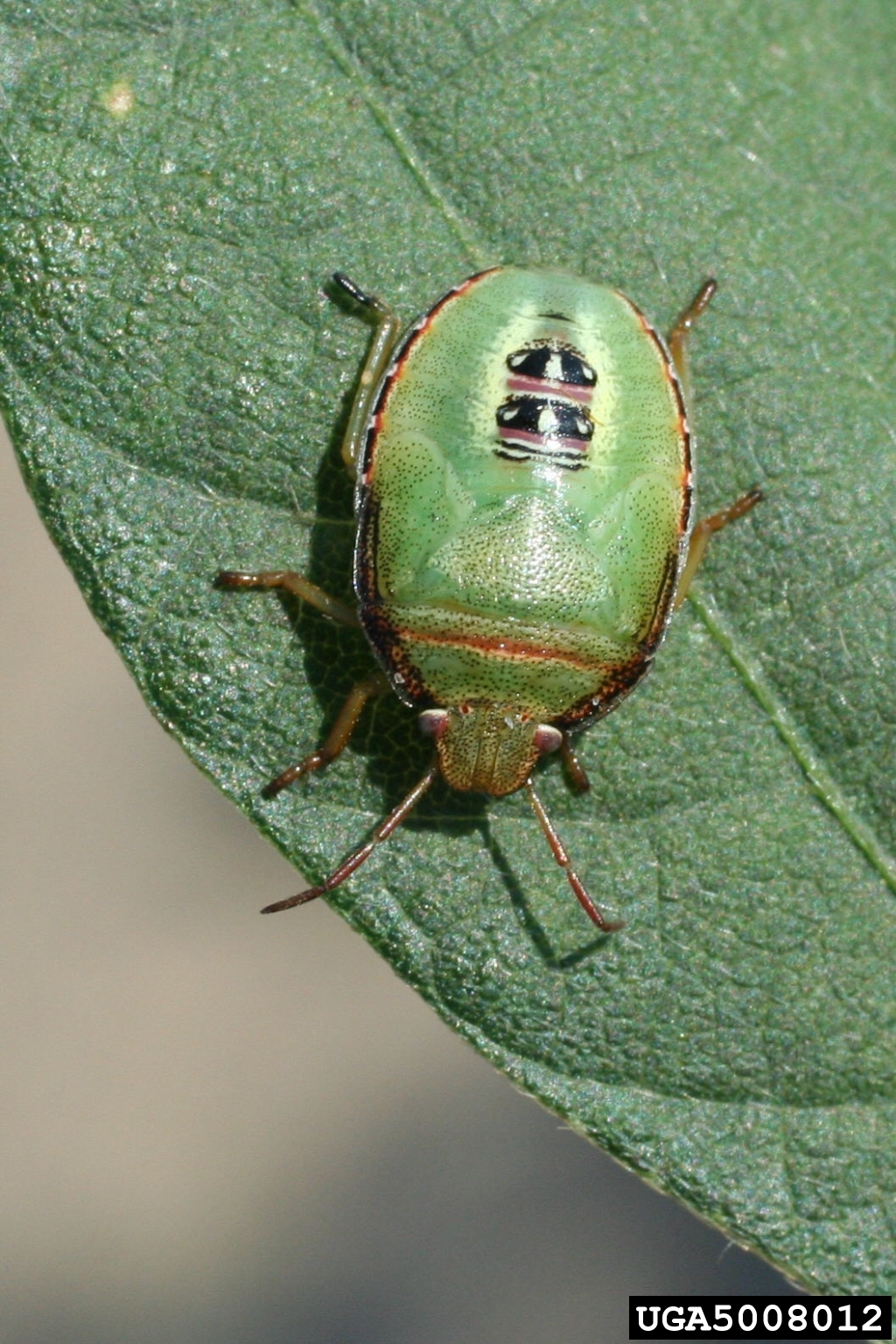
Nymphe

Piezodorus guildinii ist eine Wanze aus der Familie der Baumwanzen (Pentatomidae).
Die Wanzenart trägt die englische Bezeichnung Red-banded Stink Bug („Rotgebänderte Stinkwanze“). 

## Merkmale
Die Wanzen werden 10 bis 12 mm lang. 
Die älteren Nymphen sind überwiegend grün mit einem braun-roten Rand. 
Die Imagines sind grün oder grüngelb gefärbt. Sie besitzen auf ihrem Halsschild (Pronotum) zwei Querstreifen (der vordere ist gelb, der hintere ist dunkelrot). Ein weiteres wichtiges Erkennungsmerkmal der Wanzenart ist ein
langer abdominaler Rücken, der auf der Hinterleibsunterseite zwischen dem hintersten Beinpaar verläuft.

## Verbreitung
Die Art kommt in der Neotropis vor. Ihr Verbreitungsgebiet erstreckt sich vom Süden der Vereinigten Staaten über Mittelamerika und die Westindischen Inseln bis in den Süden Südamerikas (Brasilien, Paraguay und Argentinien). In den USA ist die Art im Süden und Südosten vertreten. Ihr Verbreitungsgebiet reicht von New Mexico über Louisiana und Arkansas bis nach Florida und South Carolina. 
Ferner ist die Art auf den Galapagos-Inseln eingeschleppt worden.

## Lebensweise
Man findet die Tiere an verschiedenen Hülsenfrüchtlern (Fabaceae) wie Sojabohne, Luzerne, Klee und Pflanzen der Gattung Indigofera. Die Nymphen und ausgewachsenen Wanzen saugen an Stängeln, Blättern und Blüten ihren Futterpflanzen. Speziell bei der Sojabohne saugen sie an Samen und Hülsenfrüchten und schädigen so die Pflanze und deren Ernte.
Die Wanzenart gilt in Brasilien als der bedeutendste Agrarschädling für Sojabohnenplantagen. In den USA bedroht die Art ebenfalls den Anbau von Sojabohnen und wird mit Pestiziden bekämpft.
Die Weibchen legen ihre Eier in Zweierreihen ab. Die Gelegegröße liegt im Schnitt bei etwa 30 Eiern. Die Wanzenart weist fünf Nymphenstadien auf. Während der Erntezeit der Sojabohne können alle Entwicklungsstadien von Piezodorus guildinii in den Plantagen angetroffen werden.